# Génération de 36

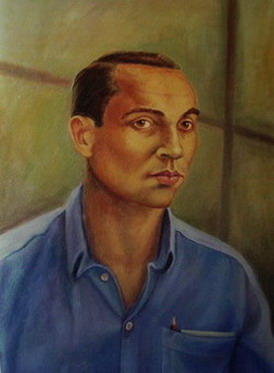
Peinture de Miguel Hernandez, poète de la «Generación del 36».

Génération de 36, en espagnol : Generación del 36, et également appelée « promoción de 1936 » — promotion de 1936 —, est la dénomination attribuée, dans l'histoire de la littérature espagnole, à un mouvement littéraire espagnol par des écrivains, poètes et dramaturges de l'époque de la guerre civile espagnole qui eut lieu entre 1936 et 1939.

## Histoire et définition
Ils souffrent des conséquences de la dure Espagne de l'autarcie : de la forte division entre les vainqueurs et les vaincus, de la censure, des pénuries et des misères morales et matérielles. Ce sont les années fortes de l'existentialisme en Occident.
La division du peuple espagnol se fit sentir également chez les poètes, qui publiaient dans des revues dont l'affinité politique n'était pas un secret : Hora de España (es),, de la faction républicaine, et Jerarquía, de la faction phalangiste, étant les plus importantes et représentatives.
Ainsi, le contexte de la guerre en fit la thématique principale de cette génération, et le style allait de pair, avec un système métrique régulier et un langage simple. Elle amenait les poètes à revenir vers les fondamentaux et sur la responsabilité de chacun : c'est ainsi que la poésie devint plus humaine, exaltait la vie familiale, touchait aux thèmes religieux, et que le terrain fut propice à l'émergence et la domination de l'existentialisme dans la littérature espagnole.
Un excellent exemple est cet extrait d'un texte de Antonio Machado, même s'il n'est pas associé à cette génération, qu'il publia dans la revue Hora de España :
« Cuando el Cristo vuelva –decía mi maestro–, predicará el orgullo a los humildes, como ayer predicaba la humildad a los poderosos. Y sus palabras serán, aproximadamente, las mismas: « Recordad que vuestro padre está en los cielos; tan alta es vuestra alcurnia por parte de padre. Sobre la tierra sólo hay ya para vosotros deberes fraternos, independientes de los vínculos de la sangre. Licenciad de una vez para siempre al bíblico semental humano. » »
— Antonio Machado, Extrait de Consejos, sentencias y donaires de Juan de Mairena y de su maestro Abel Martín

« Quand le Christ reviendra — disait mon maître —, il prêchera l'orgueil aux humbles comme il prêchait hier l'humilité aux puissants. Et ses mots seront, approximativement, les mêmes : « Rappelez-vous que votre père était dans les cieux ; votre lignée paternelle est ainsi haute. Sur la terre il n'y a pour vous que devoirs fraternels, indépendamment des liens du sang. Libérez une bonne fois pour toutes le géniteur humain biblique. » »
— Extrait de Consejos, sentencias y donaires de Juan de Mairena y de su maestro Abel Martín
Les poètes de cette génération sont généralement divisés en plusieurs groupes : Poesía arraigada (es), également appelée Garcilasismo (es), et Poesía desarraigada (es). Tous appartenaient à ce que l'on a appelé par la suite le Postisme, qui englobe tous les mouvements et génération précédent les années 1950.

## Membres de la génération de 36
Ricardo Gullón (es) fit la liste des auteurs liés à cette promotion, qu'il connaissait bien de première main, étant donné qu'il figurait parmi ses critiques et prosateurs. Les critères générationnels qu'il suivait n'étaient pas rigides, mais nous offraient la liste la plus complète. Il prenait en compte simultanément l'âge, le travail effectué et en cours dans la littérature en 1936, date désignée comme celle définissant cette génération, les relations de l'auteur avec les autres auteurs, la publication dans les mêmes revues, collections littéraires, journaux ou autres, et enfin la participation aux expériences de l'époque depuis les mêmes cercles d'action.

### Poètes
Les poètes de la génération, selon cette norme, auraient été : 
- Miguel Hernández (1910-1942),
- Luis Rosales (1910-1992),
- Leopoldo Panero (es) (1909-1962),
- Juan Panero (es) (1908-1937),
- Luis Felipe Vivanco (es) (1907-1975),
- Ildefonso Manuel Gil (1912-2003),
- Germán Bleiberg (es) (1915-1990),
- José María Fonollosa (1922-1991),
- José Antonio Muñoz Rojas (es) (1909-2009),
- José María Luelmo (es) (1907-1991),
- Pedro Pérez Clotet (es) (1902-1966),
- Rafael Duyos (es) (1906-1983),
- Celso Amieva (es) (1911-1988)
- Gabriel Celaya (1911-1991),
- Arturo Serrano Plaja (es) (1909-1979),
- José Herrera Petere (es) (1909-1977),
- Blas de Otero (1916-1979),

- d'une certaine manière, Juan Gil-Albert (1904-1994)

### Penseurs
Parmi les penseurs et critiques auraient figuré:
- Enrique Azcoaga (es)
- José Antonio Maravall (es)
- Antonio Sánchez Barbudo (es)
- Ramón Faraldo (es)
- Eusebio García Luengo (es)
- María Zambrano
- Antonio Rodríguez-Moñino (es)
- José Ferrater Mora (es)
- Ricardo Gullón lui-même

### Narrateurs
Les principaux représentants auraient été :
- Camilo José Cela
- Gonzalo Torrente Ballester
- Miguel Delibes
- Carmen Laforet

### Dramaturges
- Antonio Buero Vallejo

À ce noyau central de la génération de 36, il faudrait ajouter les noms de ceux qui s'y incorporèrent pendant la guerre civile, ou immédiatement après que celle-ci fut finie. Ainsi auraient rejoint la génération de 36 et ceux du Garcilasisme les auteurs Dionisio Ridruejo, José Luis Cano (es), Ramón de Garciasol (es), Pedro Laín Entralgo (es), Juan López Morillas, José Luis López Aranguren (es), Julián Marías, Juan Rof Carballo (es), Segundo Serrano Poncela (es), Juan Antonio Gaya Nuño (es), José Suárez Carreño (es), Jorge Campos et José Manuel Blecua Teijeiro.
On distingue également, parmi les personnalités de ce mouvement, les écrivaines Alfonsa de la Torre et Ángela Figuera.